# 徐枕亚
徐枕亚（1889年8月5日—1937年9月27日），名觉，字枕亚，别署徐徐、东海三郎、泣珠生等，江苏常熟人。近代小说家，鸳鸯蝴蝶派代表人物之一。南社社员。

## 生平
1889年8月5日（阴历七月初九）生于一书香门第。父徐眉生，无功名，以教书为业，有集《自怡室丛钞》。从小得父教诲，能文善诗。
1903年与兄徐天啸入读虞南师范学校（1905年改为“常昭师范传习所”），与吴双热、徐笑云长相过从。1904年肄业，在父亲所办善育小学堂教书。1907年父病没，小学堂停办。1909年，到无锡西仓镇鸿西小学堂任教，与学生之寡母陈佩芬相恋。1910年，与陈的侄女蔡蕊珠结婚。婆媳关系不好，独自转常熟化南小学任教。期间以自己与陈佩芬的恋情为原型，开始撰写《玉梨魂》初稿。
1911年，徐天啸在上海民国法律学校学习，为《民权报》撰稿，很受欢迎。推荐徐枕亚和吴双热加入《民权报》馆，徐主编新闻，吴主编文艺副刊。很快，骈体小说《玉梨魂》开始在该报连载，极受欢迎。1913年，民权出版社印成单行本，前后再版多次，销数达几十万册，香港、新加坡也翻版。此书影响文坛，模仿之作群起，后来形成了鸳鸯蝴蝶派。
1913年冬，《民权报》因为反对袁世凯复辟，被迫停刊。1914年1月，受聘进入中华书局，任《中华小说界》编辑。5月，离开中华书局，出任刘铁冷等人创办的《小说丛报》主编。其间将《玉梨魂》重新改写成日记体小说《雪鸿泪史》，在该报连载。其中增加了大量诗词，有照搬他人之作，被人检举后，予以承认并在重版时全部删除。
1918年7月脱离《小说丛报》，独资创办清华书局，发行《小说季报》。不久因经营不善停刊。1922年9月，妻子蔡蕊珠病亡。作《悼亡词》100首，改笔名泣珠生。1923年任《绿竹》半月刊名誉编辑。1926年，与末代状元刘春霖之女刘沅颖鸿雁传书，终成眷属，但婆媳关系仍然不和。1934年，将清华书局卖给大众书局，回乡开店，卖字刻印为生。1936年冬刘沅颖病死。1937年9月27日病死。

## 轶事
徐枕亚以字闻名，曾受托为中国共产党《向导》杂志题写刊名。